# Grabación de video
Las grabaciones de vídeo, son grabaciones que se realizan con cámaras portátiles de vídeo. 
La calidad del vídeo depende en parte de que la cámara sea sujetada en forma correcta y firme, aunque en la actualidad muchas cámaras cuentan con sistemas de estabilización de imagen siempre será mejor la imagen, si la cámara cuenta con un buen apoyo como por ejemplo el que brinda un trípode.
En lo que respecta a la graduación de la exposición, existen numerosas cámaras automáticas que gradúan y ajustan la exposición dependiendo de las condiciones de iluminación. Sin embargo también es posible ajustar los parámetros de la grabación según el tipo de luz con el que se realizara la grabación (intensidad de la luz y si es natural o artificial), ajustando la velocidad de obturación.  
Para que los vídeos sean amenos es importante que las tomas sean cortas, los vídeos sean cortos y tengan sonido de calidad. Siempre verifique que la luz se encuentra a espaldas del operador de la cámara, ya que difícilmente con iluminación de frente se obtenga una buena imagen,  y evite los efectos digitales.

## Elementos a considerar
Para que una grabación de vídeo resulte en un producto de buena calidad, es preciso atender a varios elementos en la realización y composición del vídeo. Los siguientes temas son especialmente relevantes: 

### Encuadre
Las tomas deben estar correctamente encuadradas. La imagen debe estar ocupada casi en su totalidad con el objeto que se filma, y se obtienen resultados interesantes si el elemento no se lo coloca en el centro exacto de la imagen. 

### Uso del zum
En lo posible evitar el uso del zum, si fuera necesario acercarse siempre se logra una mejor grabación si se desplaza la cámara hacia el objeto sobre el cual se desea concentrar la imagen. El uso excesivo del zum es una práctica usual que produce video de calidad amateur, o que hasta puede marear a aquellos que lo observan. Si es preciso utilizar zum, la recomendación de los expertos realizar la aproximación o retiro en forma lenta, y asegurarse de permanecer un lapso adecuado en el elemento que se desea mostrar.  Definitivamente no se recomienda el uso de zum digital, ya que ello produce grabaciones de baja calidad comparada con una realizada con un zum óptico.

### Foco
Es importante que las tomas estén en foco, y no se desplace la cámara en forma brusca de un lado para otro, para ello o bien apague la cámara y retome la filmación en una nueva posición, o edite el vídeo con posterioridad. Evite realizar grabaciones de personas hasta que puede distinguir el blanco de sus ojos, de lo contrario saldrán muy pequeñas en la imagen y afectaran la calidad de la película.

### Uso de tomas panorámicas
Los expertos recomiendan no utilizar en exceso las tomas panorámicas. Una vez que se ha mostrado una determinada zona o área, como para dejar referencia de donde se encuentra el viajero, siempre resulta interesante realizar breves tomas cortas de pequeños detalles, o elementos que se encuentran en las inmediaciones, ya que los mismos permiten transmitir la atmósfera del sitio (tales como: muelles, vitrinas, elementos urbanísticos, personas, autos, detalles de una estatua o edificio).

### Tomas desde distintos ángulos
El realizar tomas de una acción o escena desde distintos ángulos ofrece diversidad y torna más interesante la película. Estas tomas pueden ser postprocesadas de manera de conseguir una secuencia dinámica. También se recomienda analizar cual es el ángulo más apropiado para grabar, por ejemplo arrodillarse para ubicarse a la misma altura que el elemento que se filma puede resultar en una mejor toma o por el contrario encaramarse a algún elemento para ofrecer un mejor panorama de la escena.

### Duración de las tomas
Cada toma por lo menos debe durar 15 segundos, antes de que desplace la cámara, aplique zum, o cambie a otra toma. Ello permite tener una cantidad suficiente de material para editar. Siempre es posible tomar una filmación de 16 segundos y reducirla a 2 segundos editando, no así al revés.

### Espacio en torno a las personas
Se debe tener precaución de dejar espacio al frente y arriba de una persona a la cual se graba.  Una regla útil al respecto es la de los tercios:
- un tercio del cuadro debe estar por encima de los ojos de la persona
- un tercio del cuadro debe estar ocupado por la cara y zona de hombros de la persona
- un tercio del cuadro debe ser la parte inferior del torso de la persona.

Y si la persona está mirando para el costado, agregar espacio en la dirección hacia donde mira la persona, frente a su nariz.